# Jilemka
Jilemka (německy Starkenbach – „silný potok“, název byl v němčině přenesen i na město Jilemnice) je podkrkonošská říčka v okrese Semily v Libereckém kraji. Plocha povodí činí 19,91 km². Odvodňuje velkou část katastrálního území Jilemnice a Martinic v Krkonoších. Jedná se o levostranný přítok Jizerky.

## Charakteristika
Jilemka pramení jihovýchodně od Martinic nedaleko silnice II/295 v blízkosti Zálesní Lhoty ve výšce přibližně 490 m n. m. Říčka protéká skrz rybník Zákřežník přes Martinice v Krkonoších, později podtéká silnici II/293 a skrz celou Jilemnici (přes oblasti Račany, Jilem, dolní centrum) až do Hrabačova, kde se do ní vlévá potok Hatina. Těsně poté Jilemka zleva ústí do Jizerky. Délka toku je 7,71 km, průměrný roční průtok v období od 29. května 2008 až do 28. května 2009 činil v ústí 0,125 m³/s.

## Další fotografie

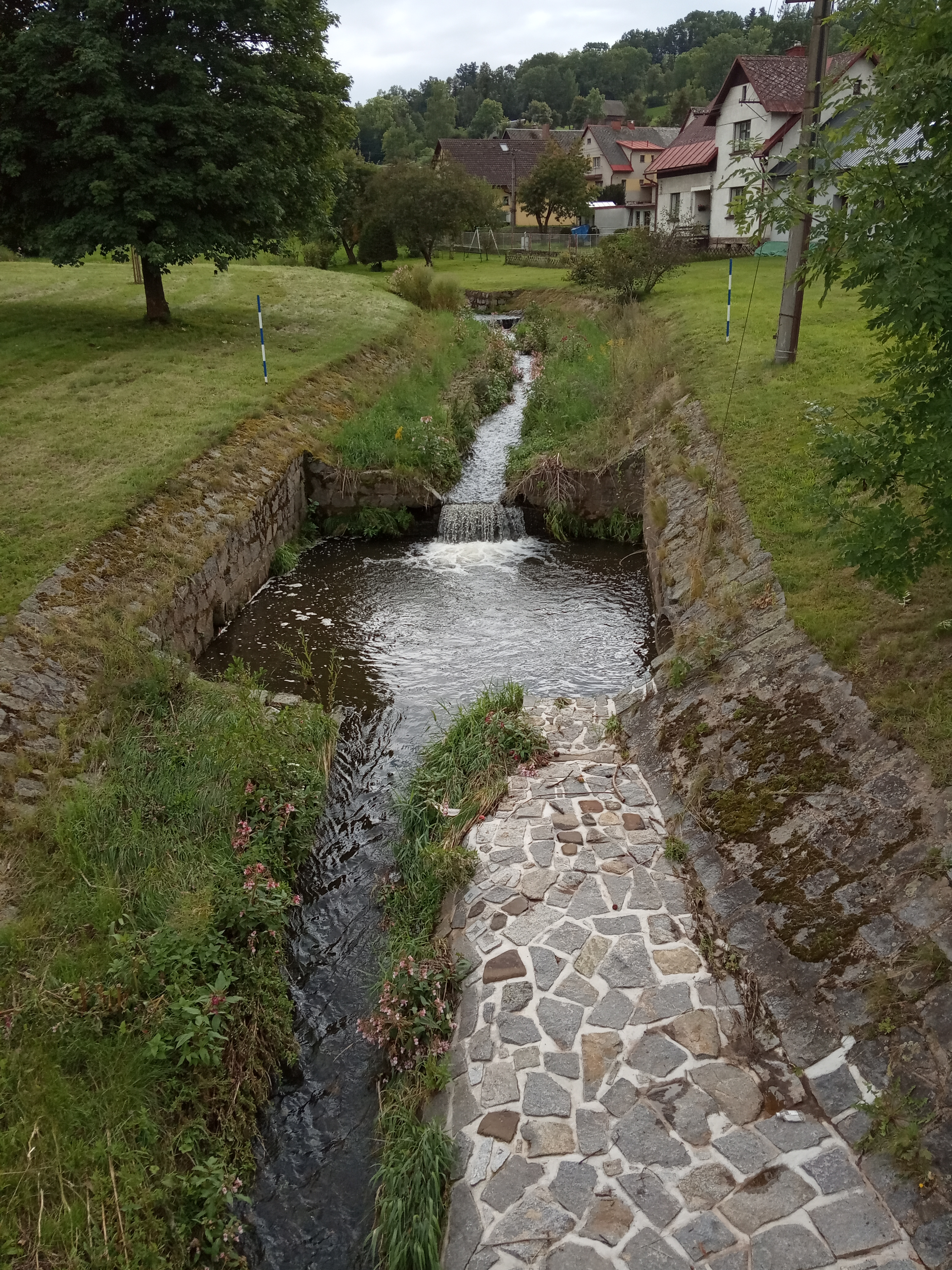
Jilemka v Hrabačově
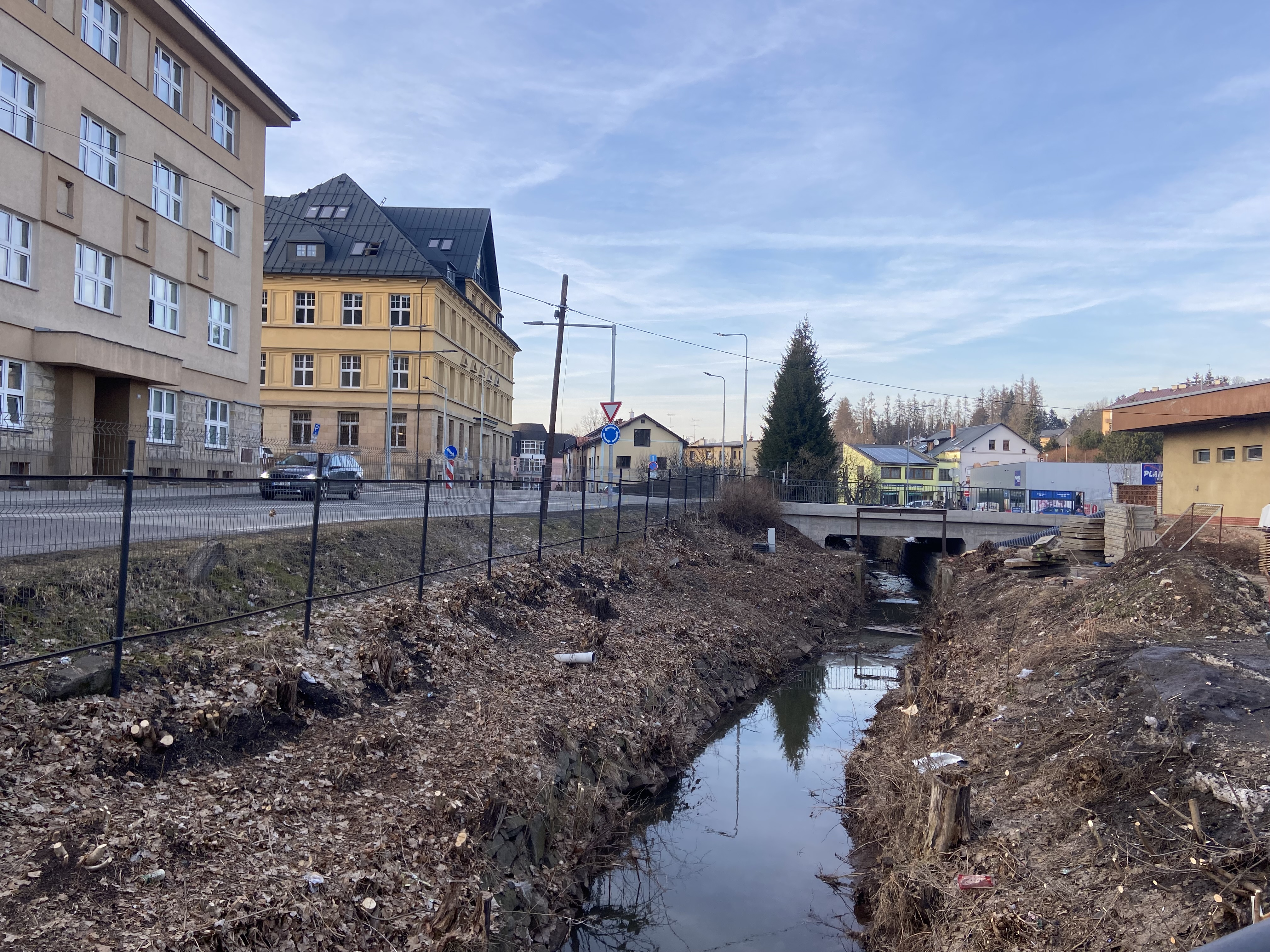
Jilemka u ulice Roztocká